# Saratoga, Kalifornija
Saratoga je grad u američkoj saveznoj državi Kalifornija. Prema popisu stanovništva iz 2010. u njemu je živjelo 29.926 stanovnika.